# Гарсиа Маркес, Габриэль
Габриэ́ль Хосе́ де ла Конко́рдиа (Га́бо) Гарси́а (Гарсия) Ма́ркес (исп. Gabriel José de la Concordia García Márquez [ɡaˈβɾjel ɡarˈsia ˈmarkes] или исп. Gabo; 6 марта 1927, Аракатака — 17 апреля 2014, Мехико) — колумбийский писатель-прозаик, журналист, издатель и политический деятель. Лауреат Нейштадтской литературной премии (1972) и Нобелевской премии по литературе (1982).

## Биография

### Ранние годы
Родился в колумбийском городке Аракатака (департамент Магдалена) в семье Габриэля Элихио Гарсиа (исп. Gabriel Eligio García) и Луизы Сантьяга Маркес Игуаран (исп. Luisa Santiaga Márquez Iguarán). Вскоре после рождения Габриэля его отец стал фармацевтом. В январе 1929 года его родители переехали в город Сукре, но мальчик остался в Аракатаке, где его воспитывали бабушка и дед по материнской линии — Транкилина Игуаран Котес (исп. Tranquilina Iguarán Cotes) и полковник Николас Рикардо Маркес Мехиа (исп. Nicolás Ricardo Márquez Mejía). Именно дед и бабушка, каждый из которых был превосходным рассказчиком, познакомили будущего писателя с народными преданиями и языковыми особенностями, ставшими впоследствии важным элементом его творчества. Когда Гарсиа Маркесу было девять лет, его дед умер, и Габриэль переехал к родителям в Сукре, где его отец владел аптекой.
В 1940 году, в возрасте 13 лет, Габриэль получил стипендию и начал учёбу в иезуитском колледже городка Сипакира, в 30 км к северу от Боготы. В 1946 году по настоянию родителей поступил в Национальный университет на юридический факультет. Тогда же он познакомился со своей будущей женой, Мерседес Барча Пардо, дочерью аптекаря.

### Журналистика
Прервав учёбу раньше срока в 1950 году, он решил посвятить себя журналистике и литературе. Наибольшее влияние на него оказали такие писатели, как Эрнест Хемингуэй, Уильям Фолкнер, Джеймс Джойс, Вирджиния Вулф, Франц Кафка.
C 1950 по 1952 год он вёл колонку в местной газете «El Heraldo» в Барранкилье. За это время он стал активным членом неформальной группы писателей и журналистов, известной как Группа Барранкилья, которые вдохновили его начать литературную карьеру. С 1954 года Гарсиа Маркес работает в Боготе в газете «El Espectador», публикуя небольшие статьи и рецензии на фильмы.
В 1956 году он работал в Париже в качестве иностранного корреспондента данной газеты; там он пытался писать репортажи и рассказы, но серьёзных доходов от этого занятия не имел. Позднее он вспоминал: «Я собирал бутылки и старые газеты, за которые мне давали несколько сантимов. Временами я одалживал старую косточку у мясника, из неё варили похлёбку». Летом 1957 года 30-летний Гарсиа Маркес побывал в СССР на Московском фестивале молодёжи и студентов (приглашения он не имел, но сумел в Лейпциге пристроиться к землякам из колумбийского фольклорного ансамбля, поскольку неплохо пел и танцевал, играл на гитаре и барабанах). Воспоминания о поездке запечатлены в эссе «СССР: 22 400 000 км² без единой рекламы кока-колы!». В декабре 1957 года Гарсиа Маркес переехал в Каракас, приняв предложение о работе в газете «El Momento».
В марте 1958 года Гарсиа Маркес ненадолго приезжал в Колумбию, где женился на Мерседес Барча, и вдвоём с ней вернулся в Каракас. В 1959 году у супругов родился старший сын, в будущем кинорежиссёр и сценарист Родриго Гарсиа, призёр Каннского кинофестиваля. В 1961 году семья переехала в Мексику; три года спустя у супругов родился второй сын, Гонсало, позднее работавший в Мехико графическим дизайнером.

### Литературная работа
Параллельно Гарсиа Маркес занимается писательством, сочиняя рассказы и киносценарии. В 1961 году у него выходит повесть «Полковнику никто не пишет» (El coronel no tiene quien le escriba; первоначально читатели эту повесть не оценили: из 2000 отпечатанных экземпляров было продано лишь около 800), в 1966 году — роман «Недобрый час», другой вариант перевода «Проклятое время» (La mala hora, 1966). Мировую известность ему принёс роман «Сто лет одиночества» (Cien años de soledad, 1967). В 1972 году за этот роман он был удостоен премии Ромуло Гальегоса.
В конце 1970-х годов писатель работал в  комиссии по коммуникациям ЮНЕСКО, подготовившей издание книги «Много голосов — один мир». В комиссии Маркес подружился с деканом факультета журналистики МГУ Ясеном Засурским, с которым более 25 лет затем переписывался. Засурский отмечал, что для  Маркеса характерна быстрая реакция на новые идеи и технологии. Магия его текстов, по признанию писателя, создавалась в процессе правки  набранного на компьютере и распечатанного текста.

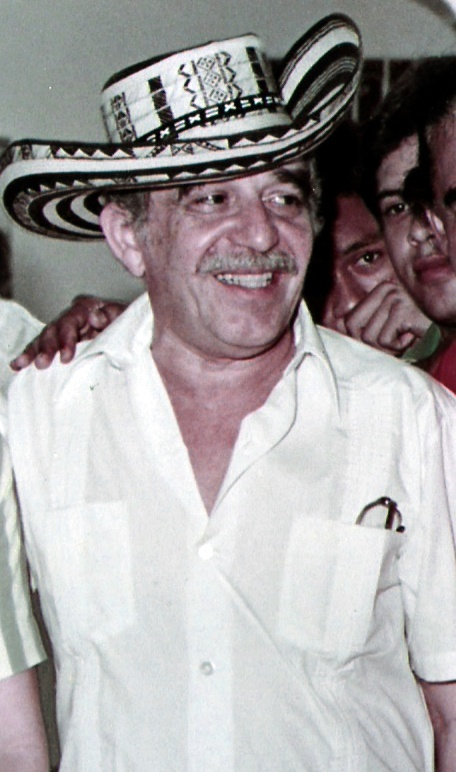
В 1984 году

В 1982 году Габриэль Гарсиа Маркес получил Нобелевскую премию по литературе «За романы и рассказы, в которых фантазия и реальность, совмещаясь, отражают жизнь и конфликты целого континента». На вручении премии он произнёс речь «Одиночество Латинской Америки». Гарсиа Маркес стал первым колумбийцем, получившим эту премию.
Во время президентства в США Б. Клинтона (1993—2001) Гарсиа Маркес по личной просьбе президента Мексики Карлоса Салинаса де Гортари неофициально осуществлял посредничество при переговорах между Клинтоном и главой Республики Куба Фиделем Кастро.
В мае 2000 года в ежедневной перуанской газете La República под именем Гарсиа Маркеса была напечатана поэма «Кукла» (La Marioneta), которая послужила подтверждением информации о смертельной болезни писателя. Информация была быстро растиражирована газетами, однако вскоре выяснилось, что автором этого произведения является вовсе не всемирно известный автор, а мексиканский чревовещатель Джонни Велч (Johnny Welch), под чьим творением по неизвестным причинам оказалось имя Гарсиа Маркеса. Позднее факт ошибки признали оба. Однако и по сей день в сети очень часто встречаются эти строки, подписанные именем Нобелевского лауреата. Иногда не очень внимательные поклонники и авторы фан-роликов по непонятным причинам приписывают эту поэму и вовсе Пауло Коэльо.
В 2002 году была издана первая книга из запланированной автором биографической трилогии — «Жить, чтобы рассказать о жизни», которая в испаноязычном мире стала бестселлером. 
В августе 2004 года Гарсиа Маркес продал права на экранизацию своего романа «Любовь во времена холеры» голливудской кинокомпании «Stone Village Pictures». Бюджет киноленты составил 40 млн долл. Съёмки проходили в 2006 году в Картахене, на карибском побережье Колумбии. В октябре 2004 года Random House Mondadori и Grupo Editorial Norma опубликовали последнее произведение Гарсиа Маркеса — «Вспоминая моих грустных шлюх». За месяц до официальной презентации книжные «пираты» выкрали рукопись и запустили эту книгу в продажу. Писатель в ответ на это изменил финал повести. Миллионный тираж был раскуплен за рекордно короткий срок. Пиратские же подделки, большую часть которых конфисковала полиция, теперь предмет охоты для коллекционеров.
В 2006 году Педро Санчес, мэр городка Аракатака, в котором родился Гарсиа Маркес, предложил переименовать поселение в Макондо, в честь места действия романа «Сто лет одиночества». Было проведено голосование, но, хотя более 90 % проголосовавших высказались за переименование, город переименован не был, поскольку в голосовании приняла участие лишь половина из необходимых 7400 человек. 26 января 2006 г. вместе с Фрейем Бетто, Эдуардо Галеано, Пабло Миланесом, Эрнесто Сабато и другими известными деятелями культуры Гарсиа Маркес выступил с требованием о предоставлении независимости Пуэрто-Рико.
В 2009 году правительство Мексики признало, что мексиканские власти вели слежку за Габриэлем Гарсиа Маркесом с 1967 года по 1985 год (то есть в период президентства Луиса Эчеверрии и Хосе Лопеса Портильо) из-за его связей с коммунистическими режимами и лидерами.
Осенью 2010 года выходит сборник ранее не публиковавшихся выступлений Гарсиа Маркеса за период с 1944 по 2007 год. «Я здесь не для того, чтобы говорить речи» (Yo no vengo a decir un discurso).
6 марта 2024 года вышла последняя книга автора «Увидимся в августе». Роман был издан через 10 лет после смерти писателя и появился в продаже в день его рождения.

### Год Маркеса в России
В России был отмечен год Гарсиа Маркеса в 2012 году, потому что в это время совпали следующие круглые даты — 85 лет со дня его рождения, 45 лет с первой публикации романа «Сто лет одиночества», 30 лет с награждения писателя Нобелевской премией, 10 лет с момента первой публикации книги его воспоминаний «Жить, чтобы рассказывать о жизни».

#### Мероприятия года
- Награждение Гарсиа Маркеса орденом Почёта «За вклад в укрепление дружбы между народами России и Латинской Америки».
- Во Всероссийской библиотеке иностранной литературы прошла выставка «Книги Габриэля Гарсиа Маркеса в сети библиотек Института Сервантеса». Там же открылась фотовыставка «Наш дорогой Габо».
- В Институте Сервантеса прошла выставка современных российских художников «Габриэль Гарсия Маркес. Сто лет одиночества. 45 лет роману — 45 взглядов из России».
- Был показан цикл экранизаций произведений Гарсиа Маркеса.
- Московский метрополитен также участвовал в торжествах с программой «Поэзия в метро». Начиная с 25 апреля 2012 года семь вагонов Московского Метро перевозили пассажиров метро, знакомя их с иллюстрациями и фрагментами романов и юношеских стихов колумбийского писателя. Переводы стихов были выполнены литератором Григорием Аросевым специально для проекта.

### Здоровье и смерть
В 1989 году врачи обнаружили у писателя раковую опухоль в лёгких, которая, вероятно, была следствием его пристрастия к курению — за работой он выкуривал по три пачки сигарет в день. После операции в 1992 году болезнь приостановилась. Но писатель продолжал испытывать проблемы со здоровьем. Медицинское обследование в 1999 году выявило у него другое онкологическое заболевание — лимфому. После ему пришлось перенести две сложнейшие операции в США и Мексике и долгий курс лечения. 7 июля 2012 года BBC News со ссылкой на брата писателя Хаима Гарсиа Маркеса распространило новость о том, что Габриэль Гарсиа Маркес тяжело болен и страдает старческим слабоумием: «У него проблемы с памятью. Иногда я плачу, понимая, что теряю его», — сказал брат писателя, добавив, что из-за проблем со здоровьем Габриэль Гарсиа Маркес больше не может писать. Брат писателя также сообщил, что Гарсиа Маркес находится в удовлетворительной физической форме и «сохраняет присущее ему чувство юмора и энтузиазм».
31 марта 2014 года в министерстве здравоохранения Мексики сообщили, что Габриэль Гарсиа Маркес был госпитализирован из-за лёгочной инфекции и инфекции мочевыводящих путей в одну из клиник Мехико. Гарсиа Маркесу был назначен курс лечения антибиотиками. Президент Мексики Энрике Пенья Ньето был проинформирован о госпитализации и написал в своём микроблоге в Twitter:
Мне сообщили, что Габриэль Гарсиа Маркес помещён в больницу, я желаю ему скорейшего выздоровления.
Позже сообщалось, что состояние Гарсиа Маркеса стабильно. 8 апреля он был выписан. Представитель госпиталя Хакелин Пинеда сообщила, что Гарсиа Маркес по-прежнему чувствует себя не очень хорошо, что объясняется его возрастом, поэтому дома он продолжит лечение.
16 апреля президент Колумбии и близкий друг писателя Хуан Мануэль Сантос заявил, что информация о том, что Гарсиа Маркес неизлечимо болен раком, является вымышленной:
То, что опубликовала мексиканская газета — сообщения о том, что Гарсиа Маркес болен раком — неверны. Повторю ещё раз то, о чём уже просила семья писателя — давайте не нарушать его приватность.
Ранее, 15 апреля, близкие родственники Гарсиа Маркеса сообщили прессе, что его состояние стабильно, хотя ввиду возраста не исключена вероятность развития осложнений.
Габриэль Гарсиа Маркес скончался 17 апреля 2014 года на 88-м году жизни в своём доме в Мехико от почечной недостаточности и последовавшего за этим респираторного заболевания. До самого последнего момента рядом с писателем находилась супруга Мерседес Барча и двое сыновей, Гонсало и Родриго.
В связи со смертью писателя власти Колумбии объявили в стране трёхдневный траур.

## Цитаты
У меня была жена и двое маленьких сыновей. Я работал пиар-менеджером и редактировал киносценарии. Но чтобы написать книгу, нужно было отказаться от работы. Я заложил машину и отдал деньги Мерседес. Каждый день она так или иначе добывала мне бумагу, сигареты, все, что необходимо для работы. Когда книга была кончена, оказалось, что мы должны мяснику 5000 песо — огромные деньги. По округе пошел слух, что я пишу очень важную книгу, и все лавочники хотели принять участие. Чтобы послать текст издателю, необходимо было 160 песо, а оставалось только 80. Тогда я заложил миксер и фен Мерседес. Узнав об этом, она сказала: «Не хватало только, чтобы роман оказался плохим».
Я всегда говорил и никогда не откажусь от своих слов, что самые интересные люди живут в России.

### Рассказы
- Самый красивый утопленник в мире (El ahogado más hermoso del mundo) (1968)

### Романы
- Проклятое время (La mala hora) (1962)
- Сто лет одиночества (Cien años de soledad) (1967)
- Осень патриарха (El otoño del patriarca) (1975)
- Любовь во время холеры (El amor en los tiempos del cólera) (1985)
- Генерал в своем лабиринте (El general en su laberinto) (1989)
- О любви и прочих бесах (Diatriba de amor contra un hombre sentado y Del amor y otros demonios) (1994)
- Увидимся в августе (опубликован посмертно в 2024 году)

### Повести
- Палая листва (La Hojarasca) (1955)
- Полковнику никто не пишет (El coronel no tiene quien le escriba) (1961)
- Хроника объявленной смерти (Crónica de una muerte anunciada) (1981)
- Вспоминая моих грустных шлюх (Memoria de mis putas tristes) (2004)

### Сборники рассказов
- Глаза голубой собаки (1947)
- Похороны Великой мамы (1962)
- Невероятная и печальная история о простодушной Эрендире и ее жестокосердной бабушке (1978)
- Двенадцать рассказов-странников (1993)
  - Счастливое лето сеньоры Форбес

### Документальная проза
- Рассказ человека, оказавшегося за бортом корабля (1970)
- Одиночество Латинской Америки (1982)
- Аромат гуавы (1982, в соавторстве с Апулейо Мендоза)
- Опасные приключения Мигеля Литтина в Чили (1986)
- Меняя историю Африки: Ангола и Намибия (1991, в соавторстве с Дэвидом Дёичманном)
- История похищения (1996)
- Страна для детей (1998)
- Жить, чтобы рассказывать о жизни (2002)

## Экранизации

### Фильмы
1. 1979 — «Вдова Монтьель» (режиссёр Мигель Литтин)
2. 1987 — «Хроника объявленной смерти» (режиссёр Франческо Рози)
3. 1992 — «Только смерть приходит обязательно» (режиссёр Марина Цурцумия)
4. 1999 — «Полковнику никто не пишет» (режиссёр Артуро Рипштейн)
5. 2007 — «Любовь во время холеры» (режиссёр Майкл Ньюэлл)
6. 2007 — «Человек-ветер» (режиссёр Хуат Ахметов)[50]
7. 2011 — «Вспоминая моих печальных шлюх» (режиссёр Хеннинг Карлсен)

### Сериал
1. 2024- н. в. — «Сто лет одиночества» (режиссёры Алекс Гарсия Лопес, Лаура Мора Ортега)

### Мультфильм
1. 1990 — «Очень старый человек с огромными крыльями» (режиссёр Олег Белоусов)

## Издания на русском языке
- Гарсиа Маркес Г. Сто лет одиночества. — М.: Художественная литература, 1971.— 400 с.,100 000 экз.
- Гарсиа Маркес Г. Палая листва. Полковнику никто не пишет. — М.: Прогресс, 1972. — 144 с.
- Гарсиа Маркес Г. Недобрый час. Роман и рассказы. — М.: Молодая гвардия, 1975. — 208 с., 150 000 экз.
- Гарсиа Маркес Г. Осень патриарха. — М.: Художественная литература, 1978
- Гарсиа Маркес Г. Сто лет одиночества. — М.: Художественная литература, 1978
- Гарсиа Маркес Г. Сто лет одиночества. Повести. Рассказы. — М.: Прогресс, 1979, — 588 с., 100 000 экз. (Мастера современной прозы).
- Гарсиа Маркес Г. Сто лет одиночества. Осень патриарха. Полковнику никто не пишет. Палая листва. — Кишинев, 1981. — 592 с., 200 000 экз.
- Гарсиа Маркес Г. Сто лет одиночества. Полковнику никто не пишет: Пер. с исп. / Послесл. В. Столбова; Ил. А. Антонова. — М.: Правда, 1986., 1987—480 с., ил.
- Гарсиа Маркес Г. Избранные произведения: Сборник: Пер. с исп. / Сост. В. Б. Земсков. — М.: Радуга, 1989. — 416 с. — ISBN 5-05-002385-8
- Гарсиа Маркес Г. Море исчезнувших времен. — Л.: Васильевский остров, 1990
- Гарсиа Маркес Г. Сто лет одиночества. Полковнику никто не пишет. — М.: ТОО Баян, 1992. — 448 с.
- Гарсиа Маркес Г. Сто лет одиночества / Илл. А. Кабанина. — СПб.: Вита Нова, 2006. — 512 с. — ISBN 5-93898-127-1.
- Гарсиа Маркес Г. Жить, чтобы рассказывать о жизни. Пер. с испанского С. Маркова, Е. Марковой, В. Федотовой, А. Малоземовой. — М.: АСТ, 2012. — 500 с.
- Гарсиа Маркес Г. Любовь во время чумы. Пер. с испанского Л. П. Синянской. — М.: АСТ, 2019. — 544 с.

## Награды
- Великий офицер ордена Ацтекского орла (1982 год, Мексика)
- Великий офицер ордена Габриэлы Мистраль (1993 год, Чили)
- Великий офицер ордена Почётного легиона (1981 год, Франция)
- Орден Почёта (3 марта 2012 года, Россия) — за вклад в укрепление дружбы между народами Российской Федерации и Латинской Америки[51]
- Медаль «Аиде Сантамария» (Куба)[52].
- Золотая медаль Барселоны (2015 год, посмертно, Испания, Барселона)[53].